# Hasparren
Hasparren je francouzská obec v departementu Pyrénées-Atlantiques v regionu Nová Akvitánie. V roce 2013 zde žilo 6 230 obyvatel.

## Poloha obce
Sousední obce jsou: Ayherre, Bardos, La Bastide-Clairence, Bonloc, Briscous, Cambo-les-Bains, Halsou, Jatxou, Macaye, Mendionde, Mouguerre a Urt.

## Vývoj počtu obyvatel
Počet obyvatel